# Paobius columbiensis
Paobius columbiensis är en mångfotingart som beskrevs av Chamberlin 1916. Paobius columbiensis ingår i släktet Paobius och familjen stenkrypare. Inga underarter finns listade i Catalogue of Life.